# Jozima leucopa
Jozima leucopa är en insektsart som beskrevs av Walker 1858. Jozima leucopa ingår i släktet Jozima och familjen dvärgstritar. Inga underarter finns listade i Catalogue of Life.